# Bussières (Haute-Saône)
Bussières é uma comuna francesa na região administrativa de Borgonha-Franco-Condado, no departamento de Alto Sona. Estende-se por uma área de 6,11 km². Em 2010 a comuna tinha 435 habitantes (densidade: 71,2 hab./km²).